# Brædstrup
Brædstrup är en ort i Horsens kommun, Danmark. Brædstrup ligger 112 meter över havet och antalet invånare är 3 635. Närmaste större samhälle är Horsens, 19 km sydost om Brædstrup. 